# Michał Rostworowski
Michał Cezary Rostworowski (ur. 27 sierpnia 1864 w Dreźnie, zm. 24 marca 1940 w Gromniku) – profesor i rektor Uniwersytetu Jagiellońskiego, prawnik i politolog, konstytucjonalista i ekspert w dziedzinie prawa międzynarodowego, dyrektor Polskiej Szkoły Nauk Politycznych, a następnie Szkoły Nauk Politycznych UJ, sędzia Stałego Trybunału Sprawiedliwości Międzynarodowej.

## Życiorys

### Wczesne lata
Michał Cezary Rostworowski urodził się w Dreźnie w Saksonii 27 sierpnia 1864 roku, dokąd jego rodzice wyjechali po powstaniu styczniowym. Był synem Romana Rostworowskiego, właściciela dóbr Kowalewszczyzna w guberni łomżyńskiej i Marii z Glogerów. Według curriculum vitae spisanego przez samego Rostworowskiego nauki gimnazjalne pobierał on w III gimnazjum w Warszawie, które ukończył w roku 1883. Po roku studiów na Wydziale Prawa Uniwersytetu Warszawskiego przeniósł się w roku 1884 do Petersburga, gdzie kontynuował studia prawnicze, ukończone w roku 1888 ze stopniem kandydata praw. W roku 1887/88 studiował także na Wydziale Historycznym Uniwersytetu Petersburskiego dla – jak pisał – pogłębienia studiów historycznych, pracując pod kierunkiem prof. Karajewa.

### Paryż
Nie widząc dla siebie jako Polaka przyszłości w imperium rosyjskim, Rostworowski udał się do Paryża, gdzie uczęszczał na wykłady w Szkole Prawa, a jednocześnie do paryskiej Wolnej Szkoły Nauk Politycznych w roku akademickim 1889/90 i 1890/91. Paryską szkołę ukończył Rostworowski w roku 1891 z dyplomem i odznaczeniem, nazwanym Wielkim Wyróżnieniem (La Grande Distinction). Czas spędzony we Francji był dla niego okresem niezwykle szczęśliwym także w życiu osobistym, w roku 1891 ożenił się z Marie-Rose Christin. Z małżeństwa tego miał dwie córki – były to Maria Róża (1899–1981) i Maria Magdalena (1909–1978).
Po powrocie z Paryża w roku 1891 Rostworowski przybył do Krakowa celem doktoryzowania się i otrzymał pozwolenie na zapisanie się na rok III i IV Wydziału Prawa UJ. Jego kariera naukowa i życie związane były od tego czasu z Krakowem i Uniwersytetem Jagiellońskim. Po złożeniu ścisłych egzaminów uzyskał stopień doktora praw w 1893 roku. Wyjechał potem na dalsze studia do Berna w celu poznania ustroju związkowego Szwajcarii, a następnie do Wiednia, gdzie uczęszczał na wykłady z prawa międzynarodowego prywatnego.

### Kraków
Potem powrócił by studiować w Krakowie, gdzie 9 maja 1896 roku habilitował się na UJ na docenta prawa narodów. Habilitację rozszerzył o prawo polityczne ogólne i austriackie. W sierpniu 1896 uzyskał zwolnienie z poddaństwa rosyjskiego, a we wrześniu tego roku otrzymał obywatelstwo austriackie. Po śmierci profesora Franciszka Kasparka Rostworowski został mianowany 18 września 1903 roku nadzwyczajnym profesorem prawa narodów i prawa państwowego na UJ, a 15 sierpnia roku 1908 mianowany został profesorem zwyczajnym tychże dyscyplin. Pełnił także funkcje Delegata Kolegium Profesorów Wydziału Prawniczego w Senacie Akademickim w latach 1909/10, 1910/11 i 1911/12. Został wybrany dziekanem tego wydziału na rok akademicki 1912/13. W roku 1910 został wybrany prezesem Towarzystwa Polskiej Szkoły Nauk Politycznych. Prowadził jako dyrektor tę Szkołę przez lata 1911/12, 1912/13, 1913/14, aż do chwili zawieszenia w niej wykładów wskutek wybuchu wojny w roku 1914. Od roku 1898 był członkiem Instytutu dla Prawa Międzynarodowego. Brał udział we wszystkich niemal sesjach tego gremium w różnych stolicach europejskich do wybuchu pierwszej wojny światowej. W Akademii Krakowskiej, w której był współpracownikiem Komisji Prawniczej od roku 1899, a także jako członek i sekretarz Komitetu dla Dziejów Polski Porozbiorowych.

### Działalność dyplomatyczna, polityczna i dydaktyczna
W lipcu 1916 roku z ramienia Naczelnego Komitetu Narodowego w Krakowie, któremu przewodził jego przyjaciel Władysław Leopold Jaworski i z aprobatą ówczesnego Prezesa Koła Polskiego w Wiedniu udał się do Berna, jako pełnomocny reprezentant NKN na Szwajcarię i inne kraje zachodniej Europy, a w październiku tegoż roku Polska Agencja Prasowa w Bernie i Delegacja Rapperswilska przeszła pod jego bezpośredni zarząd, jako Szefa Misji. W lutym 1917 Departament Spraw Politycznych Tymczasowej Rady Stanu Królestwa Polskiego nawiązał bezpośrednie stosunki z Szefem Misji, wzywając go kilkakrotnie do Warszawy. Wszedł wówczas Rostworowski obok innych profesorów, powołany przez Tymczasową Radę Stanu, w skład Komisji Sejmowo-Konstytucyjnej.
W czerwcu 1918 roku powierzone mu zostało wyłączne strzeżenie w Szwajcarii interesów Rady Regencyjnej i Rządu Polskiego. 25 maja 1918 roku mianowany został przez Prezydenta Rady Ministrów Królestwa Polskiego dyplomatycznym przedstawicielem Polski w Szwajcarii na którym stanowisku pozostał do powrotu do Polski w listopadzie 1918 roku.
Rostworowski powołany został na członka Komisji Sejmowo-Konstytucyjnej przez Tymczasową Radę Stanu w lutym 1919 roku, zaproszony został również przez premiera Ignacego Paderewskiego na członka Komisji (później Ankiety) celem opracowania projektu Konstytucji. Wziął czynny udział w jej obradach w drugiej połowie lutego i połowie marca 1919 roku. Od letniego półrocza 1919 roku powrócił z urlopu od swych obowiązków uniwersyteckich. W 1920 został wybrany prezesem Towarzystwa Prawniczego Krakowskiego i wkrótce potem Prezesem Koła Ligi Narodów przy tymże Towarzystwie. W marcu 1920 roku z ramienia Wydziału Prawa UJ udał się do Francji i Holandii w misji zbadania Ligi Narodów na Zachodzie. 1 czerwca 1920 mianowany został członkiem Komisji Kodyfikacyjnej Rzeczypospolitej Polskiej, wziął udział jako referent obok prof. Zolla w opracowaniu projektu dwóch ustaw o prawie międzynarodowym prywatnym. W tym samym roku ustanowiony został z ramienia Wydziału Prawa dyrektorem Szkoły Nauk Politycznych UJ w Krakowie. 12 maja 1923 mianowany został członkiem Stałego Trybunału Arbitrażowego w Hadze z ramienia rządu polskiego. Był również członkiem kilku komisji koncyliacyjnych, zarówno dotyczących spraw państwa polskiego, jak i dwu komisji państw trzecich: belgijsko-hiszpańskiej i francusko-duńskiej.

### Rektorat i działalność w Trybunale Haskim
Po śmierci prof. Kazimierza Zimmermanna wybrany został Rostworowski rektorem Uniwersytetu Jagiellońskiego na okres od 22 kwietnia 1925 do końca roku akademickiego 1924/25, a 8 czerwca 1925 ponownie wybrano go na to stanowisko na rok akademicki 1925/26, w roku następnym pełnił funkcję prorektora. W związku z wyborem 25 września 1930 roku przez Zgromadzenie i Radę Ligi Narodów na sędziego Stałego Trybunału Sprawiedliwości Międzynarodowej w Hadze na dziesięcioletnią kadencję, zmuszony był do przejścia na uniwersytecką emeryturę z dniem 31 grudnia 1930 roku, gdyż stanowiska w Trybunale statutowo nie wolno było łączyć z żadnym stanowiskiem w kraju pochodzenia. W okresie międzywojennym Rostworowski był jedynym Polakiem pełniącym funkcję sędziego Stałego Trybunału Sprawiedliwości Międzynarodowej.
Stanowisko sędziego Stałego Trybunału Sprawiedliwości Międzynarodowej w Hadze, które piastował, uchroniło Rostworowskiego w 1939 roku przed wywiezieniem wraz z innymi profesorami Uniwersytetu Jagiellońskiego do obozu w Sachsenhausen. Nie był bowiem wówczas profesorem uniwersytetu i nie objęła go Sonderaktion Krakau. Okupacja Polski była dla niego prawdziwym szokiem. Wywieziony przez rodzinę do Gromnika pod Tarnowem – majątku, który kupił dla młodszej córki Marii Magdaleny, zmarł tam 24 marca 1940 roku.

## Publikacje
Habilitował się Rostworowski na podstawie pracy Jurysdykcja karna na okrętach handlowych w portach zagranicznych (1895). Problematyce prawno-międzynarodowej poświęcone były także między innymi: studium o pozycji prawnej Stolicy Apostolskiej (1892), w rocznikach paryskiej Wolnej Szkoły Nauk Politycznych, publikacja na temat przystąpienia Austrii do Konwencji Berneńskiej (1900), skrypt Prawo obcych (1924), prace i skrypty poświęcone Lidze Narodów i prawu dyplomatycznemu. W dziedzinie prawa konstytucyjnego publikował prace naukowe, artykuły i skrypty. Były to między innymi: Austriacka Izba Panów (1900), Reforma prawa wyborczego w Belgii (1902), Prawo Polityczne (1910), Prawo polityczne. Anglia, Stany Zjednoczone, Polska (1914), Prawo polityczne francuskie (1913), Geneza i rozwój parlamentaryzmu angielskiego (1922).
Jako historyk prawa zajmował się Rostworowski dziejami Królestwa Kongresowego, którego budżety analizował na płaszczyźnie prawnej, administracyjnej i politycznej. Napisał studium Rada Ministrów i Rada Stanu Księstwa Warszawskiego (1911), Prawna geneza Księstwa Warszawskiego i Królestwa Polskiego (1915) oraz skrypt Geneza państwa polskiego (1920). Opracował także wybór źródeł z okresu 1807–1831, których dużym walorem były zdaniem Sarneckiego interesujące wstępy, w których próbował dokonywać klasyfikacji teoretyczno-prawnych ustrojów tych czasów. Zajmował się także zagadnieniami prawa międzynarodowego prywatnego, które to studiował w Wiedniu. Opublikował artykuł o pracach kodyfikacyjnych międzynarodowego prawa prywatnego w zakresie spraw małżeńskich (1903), a w ramach działalności w Komisji Kodyfikacyjnej był autorem projektów dwóch ustaw: O zbiegu ustawodawstw cywilnych w obrocie prawnym cywilnym (1920) oraz O zbiegu ustawodawstw cywilnych w prawnym obrocie międzynarodowym (1921). Sarnecki wspomina także o publikacji z dziedziny prawa prywatnego międzynarodowego, którą Rostworowski zamieścił w rocznikach paryskiej Wolnej Szkoły Nauk Politycznych w 1898 roku.

## Ordery i odznaczenia
- Krzyż Komandorski z Gwiazdą Orderu Odrodzenia Polski (9 listopada 1926)[2]
- Złoty Krzyż Zasługi (11 listopada 1936)[3]